# 酸素ラジカル吸収能
酸素ラジカル吸収能 (さんそラジカルきゅうしゅうのう、Oxygen Radical Absorption Capacity,Oxygen Radical Absorbance Capacity, ORAC) とは、活性酸素消去能を数値化したものである。TEAC (trolox equivalents antioxidant capacity) とも言う。
食材や健康食品などの機能を計る指標のひとつに抗酸化能力があるが、従来の SOD活性に変わる指標として、近年公的機関でも採用されつつある指標である。単位は μ molTE/リットル（または μ molTE/kg）。TEは、トロロックス当量 (trolox equivalent)。
米国食品医薬品局（USDA）がかつて公開していた食品中のORACの値を以下に示す。
なお、USDAは、食物に含まれる抗酸化物質の強さが体内の抗酸化作用に関連しているという証拠がないため、Selected Foods Release 2（2010）表の酸素ラジカル吸光容量（ORAC）を示す表を2012年に削除した。
| 食品                   | 数量              | ORAC、トロロックス当量（µmol/100g） |
| プルーン               | 1カップ           | 14,582                              |
| 小豆                   | 1/2カップの乾燥豆 | 13,727                              |
| ワイルドブルーベリー   | 1カップ           | 13,427                              |
| 赤インゲン             | 1/2カップの乾燥豆 | 13,259                              |
| ピントビーン           | 1/2カップ         | 11,864                              |
| クランベリー           | 1カップ生         | 9,584                               |
| ブルーベリー           | 1カップ生         | 9,019                               |
| アーティチョーク       | 1カップ、調理済み | 7,904                               |
| 生のココア豆           | 1オンス           | 7,840                               |
| ブラックベリー         | 1カップ生         | 7,701                               |
| ラズベリー             | 1カップ           | 6,058                               |
| イチゴ                 | 1カップ           | 5,938                               |
| 赤リンゴ               | リンゴ1個         | 5,900                               |
| グラニースミスアップル | リンゴ1個         | 5,381                               |
| ペカン                 | 1オンス           | 5,095                               |
| スウィートチェリー     | 1カップ           | 4,873                               |
| ブラックプラム         | プラム1個         | 4,844                               |
| Russet potato          | 1個、調理済み     | 4,649                               |
| チョークベリー         | 1オンス           | 4,497                               |
| 黒豆                   | 1/2カップの乾燥豆 | 4,181                               |
| 梅                     | 梅1個             | 4,118                               |
| ガラ・リンゴ           | リンゴ1個         | 3,903                               |
| ザクロ                 | 100グラム         | 2,860                               |